# 华盛顿科特豪斯
华盛顿科特豪斯（Washington Court House）是美国俄亥俄州费耶特县一个城市，是费耶特县的县城，位于辛辛那提和俄亥俄州哥伦布之间。 2010年人口普查时，人口为14,192人。 直到2002年，城市的官方名称是华盛顿市，但在俄亥俄州根西县还有一个名叫华盛顿（现称为旧华盛顿）的市。 该地区最初由维吉尼亚退伍军人定居，他们从政府那里收到了在美国革命中服务的土地。 2002年通过了新宪章，正式更名为“华盛顿法院府”。 这个名字通常缩写为“华盛顿C.H.”
城市一直被命名为华盛顿科特豪斯市，但对于地方政府，他们是以华盛顿市政府签约和政治上的目的。 当理事会决定改为宪章形式的政府允许更多的自治时，他们决定正式更名，以符合实际命名。 其中一部分是为了缓解邮政署眼中与其他实体的混淆。